# The Perfect Machine
The Perfect Machine è un album pubblicato dai Vision Divine nel 2005.

## Il disco
È il loro secondo concept album ambientato tra il 2043 e il lontano 6048 che narra della storia di uno scienziato capace di porre fine alla morte e alla malattie umane, rendendo in questo modo l'intero genere umano immortale. La storia mette in risalto gli aspetti sociali e religiosi della vita dell'uomo, conseguentemente stravolti a seguito di una scoperta così importante.

### Ristampa
Nel 2006 la Scarlet Records pubblica una nuova versione, in digipack e a tiratura limitata dell'album. La nuova versione contiene 4 bonus track: la reinterpretazione di The Needle Lies dei Queensrÿche e tre nuove versioni di classici della band reinterpretati dal cantante Michele Luppi, ovvero New Eden, Send Me An Angel e Pain.
Il disco è stato acclamato da stampa e pubblico al punto da venire da molti considerato uno dei migliori lavori che l'Italia abbia mai prodotto in campo metal.

## Tracce
1. The Perfect Machine (7:58)
2. 1st Day Of A Never-ending Day (6:13)
3. The Ancestor's Blood (5:53)
4. Land Of Fear (4:25)
5. God Is Dead (5:21)
6. Rising Sun (5:23)
7. Here In 6048 (6:32)
8. The River (4:29)
9. Now That You've Gone (5:59)
10. The Needle Lies (solo per il Giappone, Queensrÿche cover)

## Formazione
- Olaf Thorsen - chitarre
- Michele Luppi - voce
- Andrea Torricini - basso
- Federico Puleri - chitarre
- Oleg Smirnoff - tastiere
- Danil Morini - batteria